# Skyros-Mauereidechse
Die Skyros-Mauereidechse (Podarcis gaigeae) ist ein Vertreter der echten Eidechsen.

## Merkmale
Die Skyros-Mauereidechse erreicht selten mehr als 22 cm Gesamtlänge. Ihr schlanker Körperbau wird durch den bis über 2/3 der Gesamtlänge messenden Schwanz betont. Körper und Kopf der Männchen erscheinen insgesamt kräftiger und robuster als bei den Weibchen. Die Grundfarbe besteht aus grünen, olivgrünen oder warmbraunen Tönen. Auf dieser liegt ein Muster aus dunklen, meist schwarzen Flecken. Längs des Rückens liegt je ein heller, dorsolateraler Streifen. Ein dunkler Rückenstreifen kann ausgebildet sein. Auch vollständig zeichnungslose kommen regelmäßig vor. Die Bauchrandschilder paarungsbereiter Männchen zeigen eine kräftige Blaufärbung. Sie können zu einem deutlichen, blauen Streifen verschmelzen. Darüber hinaus sind ein oder mehrere blaue Schulterflecken ausgebildet. Weibchen kontrastärmer, mit braunen oder graubraunen Grundtönen.

## Verbreitung
Die Art ist endemisch auf dem Skyros-Archipel der nördlichen Sporaden in Griechenland verbreitet.

## Lebensraum
Es werden alle Höhenlagen der flachen Inseln bewohnt. Man findet die Echsen in niedrigem Mauerwerk entlang der Strände, Dorfränder oder Felder, unter niedrigen Büschen der Macchie oder in lichten Wäldern.

## Lebensweise
Die flinke Eidechse ist eine vorwiegend bodenbewohnende Art, die aber in niedrigen Mauern und steiler Hanglage geschickt klettern kann.

## Fortpflanzung
In klimatisch begünstigten Regionen beginnen die Skyros-Mauereidechsen gewöhnlich schon im März mit der Paarung. Während der Kopulation verbeißt sich das Männchen in Hals, Flanke oder Schwanzbasis der Partnerin. Kurz vor der Ablage der Eier stellen die Weibchen die Nahrungsaufnahme ein. Unter günstigen Umständen können in jeder Saison bis zu 3 oder mehr Gelege mit jeweils 1 bis 3 Eiern gelegt werden.

## Gefährdung und Schutz
Aufgrund des kleinen und isolierten Vorkommens ist die Art in der internationalen Roten Liste als gefährdet (VU – Vulnerable) und in der nationalen in die Vorwarnliste (NT – Near Threatened) eingestuft.